# Distretto di Guanshanhu
Il distretto di Guanshanhu (观山湖区S, Guānshānhú QūP) è un distretto della Cina, situato nella provincia del Guizhou e amministrato dalla prefettura di Guiyang.